# Carl Christian Hall
Carl Christian Hall (25. února 1812 Christianshavn, Království Dánska a Norska – 14. srpna 1888 Frederiksberg, Dánské království) byl dánský státník a premiér (Konseilspræsident) Dánska, poprvé v letech 1857–1859 a poté znovu v letech 1860–1863.

## Život
Narodil se na umělém ostrově Christianshavnu. Byl synem bednářského mistra a podplukovníka domobrany Madse Christensena Halla a jeho druhé ženy Anny Hellene rozené Lykke. V roce 1829 absolvoval občanskou školu v Christianshavnu, kde mezi jeho spolužáky patřil například budoucí dánský ministr financí a lékař Carl Emil Fenger. O čtyři roky později (1833) dostudoval právo a spolu s hrabětem Frederikem Marcusem Knuthem se vydali na cestu do Německa, Francie a Itálie. Po návratu domů byl vyhledávaným školitelem práva.
V roce 1837 byl jmenován vojenským auditorem a oženil se s dcerou dánského filologa a archeologa Petera Olufa Brøndsteda, Augustou Marií. O tři roky později (1840) získal právní licenciát. V roce 1844 působil jako docent římského práva na Kodaňské univerzitě. V roce 1851 se stal titulárním profesorem.
Za jeho politickou kariéru působil dvakrát jako dánský premiér (1857–1859 a 1860–1863), dvakrát jako ministr zahraničních věcí (1858–1859 a 1860–1863) a dvakrát jako ministr kultu (1854–1859 a 1870–1874).
V roce 1874 se stal rytířem Řádu slona.

## Galerie

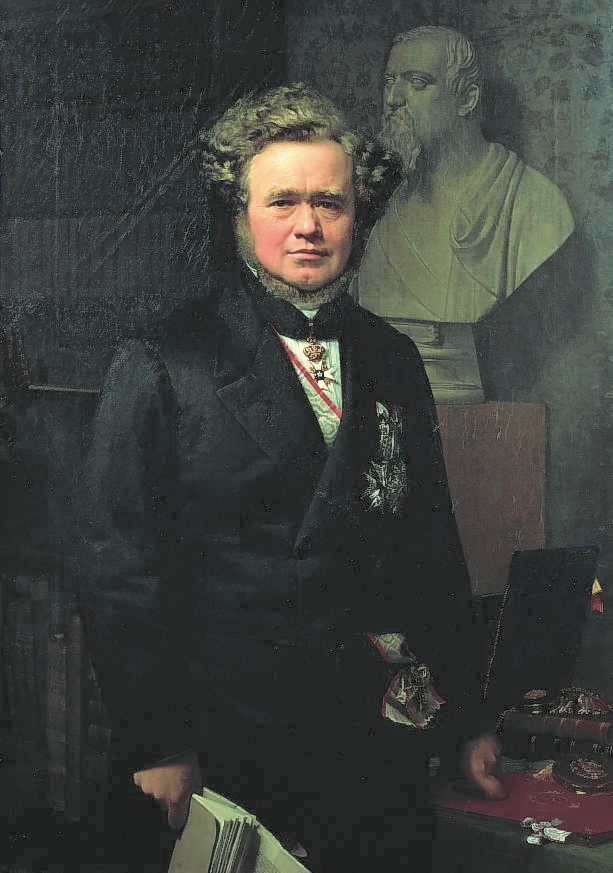
C.Ch.Hall od Johana Vilhelma Gertnera
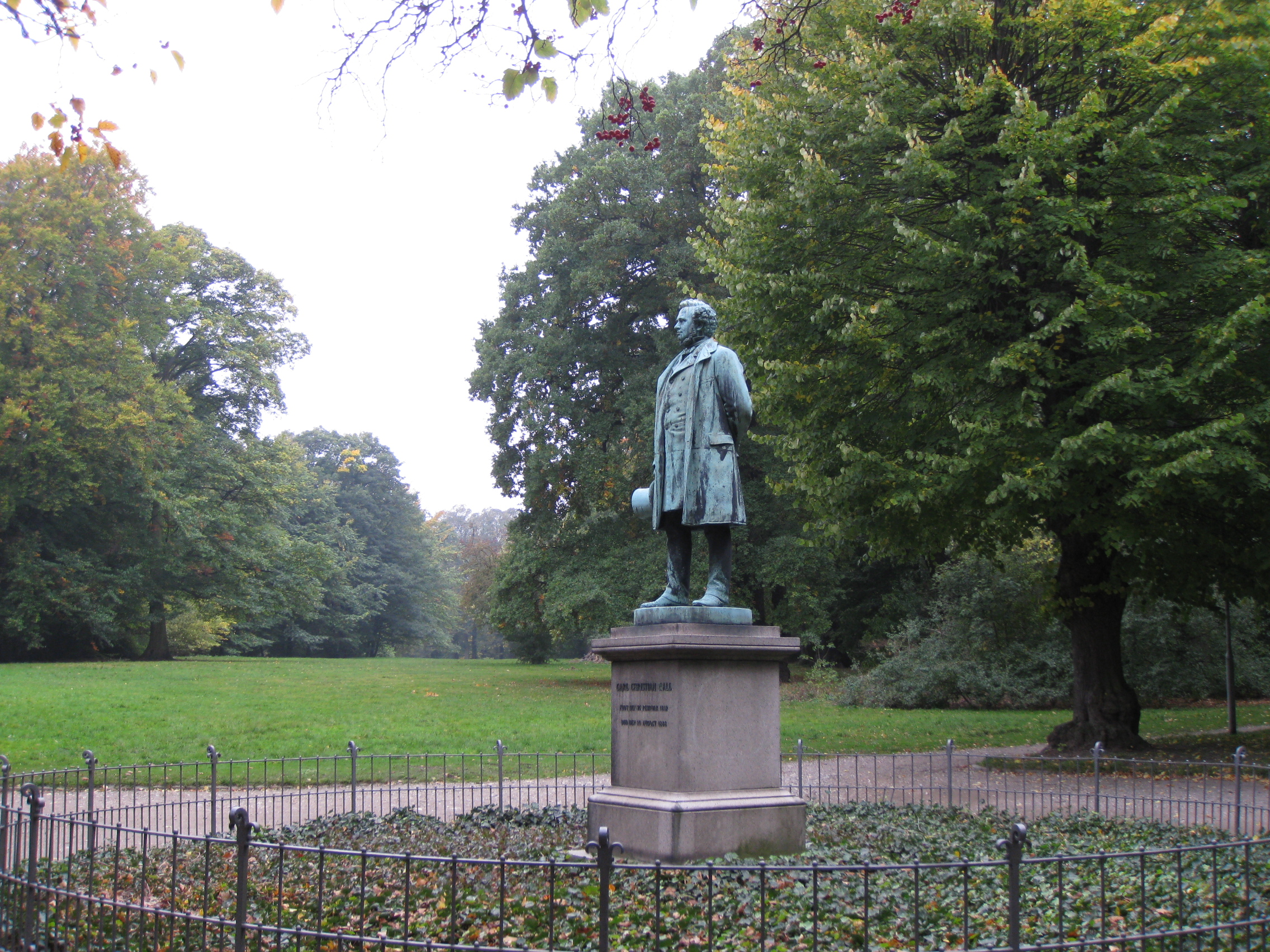
Socha C. Ch. Halla v Søndermarken v Frederiksberg. Autorem je dánský sochař Vilhelm Bissen